# 新斯特朗 (堪薩斯州)
新斯特朗（英語：New Strawn）是一個位於美國堪薩斯州科菲縣的城市。

## 地方資料
根據2020年美國人口普查的數據，新斯特朗的面積為2.15平方千米，當中陸地面積為2.05平方千米，而水域面積為0.10平方千米。當地共有人口414人，而人口密度為每平方千米192.56人。